# Providence (Utah)
Providence – miasto w Stanach Zjednoczonych, w stanie Utah, w hrabstwie Cache.